# Hans Diem
Pour les articles homonymes, voir Diem.
Hans Diem, né le 1er mars 1949 à Herisau, est une personnalité politique appenzelloise, membre de l'Union démocratique du centre (UDC). Il est membre du Conseil d'État d'Appenzell Rhodes-Extérieures de 1998 à 2013. 

## Biographie
Hans Diem naît le 1er mars 1949 à Herisau. 
Il grandit et fait son école obligatoire à Herisau. Après un apprentissage d'agriculteur dans le canton de Thurgovie, il exploite en fermage des domaines agricoles, d'abord à Wigoltingen à partir de 1973 puis à Herisau de 1979 à 1999. Il obtient sa maîtrise fédérale en 1979. De 1990 à 1999, il est expert pour les examens de maîtrise fédérale agricole.
Il est marié à Trudy Knupp depuis 1971. Ils ont deux enfants, nés en 1972 et 1974.

## Parcours politique
Membre de l'UDC, il siège au Conseil cantonal d'Appenzell Rhodes-Extérieures de 1984 à 1998.
Candidat malheureux en 1994, il est élu le 17 mai 1998 conseiller d'État d'Appenzell Rhodes-Extérieures. Il prend la tête du département de la sécurité et de la justice,. Il est réélu à quatre reprises. Il est élu président du gouvernement (landammann) le 13 février 2011, par 8 876 voix contre 7 799 à son concurrent socialiste Matthias Weishaupt. Il prend ses fonctions le 1er juin 2011 et devient le premier président du canton qui ne soit pas membre ou proche du PRD/PLR,. Après avoir souffert d'une double embolie pulmonaire en février 2012, il annonce en novembre sa démission pour le 31 mai 2013.